# Тюлдум, Ингри Эунет
Ингри Эунет Тюлдум (норв. Ingri Aunet Tyldum; род. 14 октября 1983, Уверхалла, Нур-Трёнделаг) — норвежская лыжница, победительница этапа Кубка мира, призёр чемпионата Норвегии. Универсал, одинаково успешно выступает как в спринтерских гонках, так и в дистанционных гонках. 

## Карьера
В Кубке мира Тюлдум дебютировала в марте 6 марта 2003 года, в феврале 2008 года одержала первую, и пока единственную, победу на этапе Кубка мира, в эстафете. Кроме этого на сегодняшний день имеет на своём счету 5 попаданий в десятку лучших на этапах Кубка мира, 2 в командных гонках и 3 в личных. Лучшим достижением Тюлдум в общем итоговом зачёте Кубка мира является 36-е место в сезоне 2007/08. В сезоне 2007/08 одержала победу в общем итоговом зачёте Скандинавского Кубка.
За свою карьеру в чемпионатах мира, и Олимпийских играх участия не принимала.
Использует лыжи производства фирмы Fischer.